# Holden Special
Holden Special — среднеразмерный автомобиль, выпускавшийся с 1953 по 1968 год австралийской компанией Holden.

## Первое поколение (1953—1956)

### 48
Комплектация Business была представлена в июле 1953 года в виде четырёхдверного седана. Улучшения включали в себя поручни для пассажиров, дверные ручки, накладки для откидывания сидений, сверхпрочные сиденья, коврики для пола, мощный аккумулятор и ручку крышки багажника. Кодовое обозначение — 48-215-257. Автомобиль оснащён шестицилиндровым двигателем объёмом 132,5 кубического дюйма. 

### FJ
Через три месяца (в октябре 1953 года) были представлены комплектации FJ Business и Special. Кодовое обозначение — FJ-217.

## Второе поколение (1956—1960)

### FE
Серия FE была представлена в июле 1956 года. Комплектации — Standard, Business и Special. По сравнению с предыдущим поколением, колёсная база удлинена на 51 мм, а мощность двигателя увеличена с 7,5 кВт (10 л. с.) до 70 л. с. Седан Business обозначен как FE-217. С марта 1957 года серия FE выпускалась в кузове универсал, но только в комплектациях Standard и Special.

### FC
Серия FC была представлена в мае 1958 года. Кодовое обозначение — FC-217.

## Третье поколение (1960—1962)

### FB
Появление серии FB в январе 1960 года привело к тому, что седан Business был снят с производства. Единственными седанами Holden в первые годы нового десятилетия были Standard и Special. Всего было произведено 174747 автомобилей.
- 1960 Holden FB (2104)
- 1961 Holden Special (FB) (Model 225)
- 1960 Holden FB (2106)
- 1960 Holden Standard (FB) (Model 219)
- 1960 Holden Standard (FB) (Model 215)

### EK
Серия EK была представлена в мае 1961 года. По сути, это косметическая вариация FB с добавлением автоматической трансмиссии Hydramatic. Всего было выпущено 150214 моделей. Модификации — 225 и 229.
- 1961 Holden Special (EK) (Model 225)
- 1961 Holden Standard (EK) (Model 219)
- 1961 Holden EK Standard (Model 215)
- 1961 Holden EK Utility (2106)
- 1961 Holden EK Special (Model 225)
- 1961 Holden EK (2104)
- 1961 Holden EK (Model 229)
- 1961 Holden EK (2106)

## Четвёртое поколение (1962—1965)

### EJ
В 1962 году была представлена модель Premier. Название Premier стало ассоциироваться с классическими люксовыми автомобилями Holden в течение 16 лет. EJ Premier стал первым автомобилем Holden со стандартной металлической окраской и автоматической коробкой передач. Обивка сидений кожаная. В комплектацию также входят обогреватель, ковровое покрытие, напольная консоль и белые стены. EJ имел тормоза Duo Servo, усиленную переднюю подвеску и крепления ремней безопасности.

### EH
Комплектация EH была представлена в 1963 году. EH Special является первым автомобилем Holden с двигателем «Red», у которого коленвал с семью коренными подшипниками (вместо четырёх, которые были у двигателя «Grey»).

## Пятое поколение (1965—1968)

### HD
HD был представлен в 1965 году. По сравнению с EH, кузов расширен и удлинён. Дизайн кузова имеет значительное сходство с Vauxhall FC Victor (1964). Впервые были предложены дисковые тормоза. Трёхступенчатая автоматическая трансмиссия Hydrama была заменена двухступенчатой автоматической трансмиссией Powerglide.

### HR
HR был представлен в 1966 году. Изменения коснулись радиаторной решётки, линии крыши, заднего стекла и почти всех внешних деталей кузова.